# 템플스테이

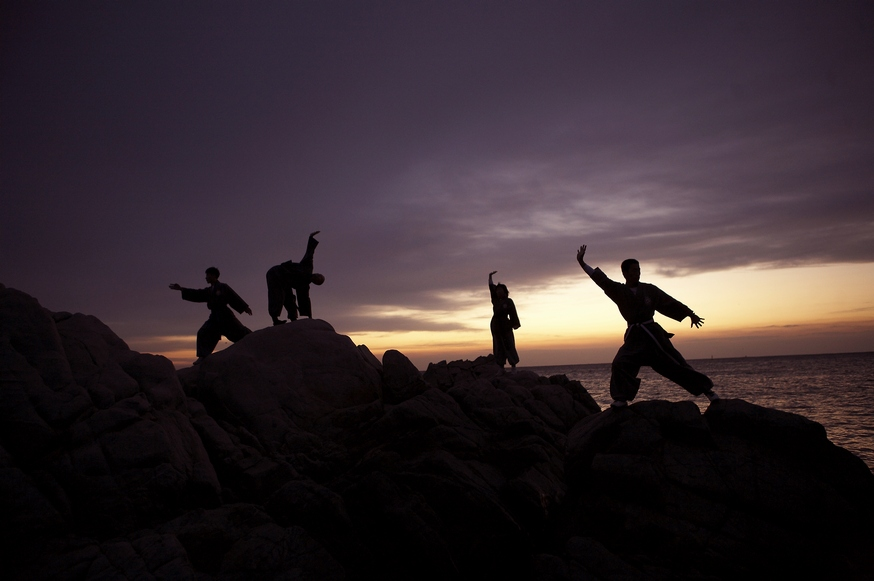
골굴사 템플스테이 모습

템플스테이(영어: Temple Stay) 또는 산사체험은 한국의 전통사찰에 머물면서 사찰의 일상 생활을 체험하고 한국 불교의 전통 문화와 수행 정신을 체험해보는 것을 의미한다. 2002년 FIFA 월드컵이 열렸던 2002년 외국인 관람객들의 숙박시설부족으로 시작되었다.

## 템플스테이의 탄생
템플스테이는 2002년 FIFA 월드컵이 열렸을 때 외국인 관람객들의 숙박시설 부족으로 시작됐다. 외국인은 물론 내국인들로부터 좋은 반향을 불러일으키면서 지금은 많은 이들이 이용하고 있다.
한국불교는 1,700여 년의 역사 속에서 대승불교권에서는 유일하게 간화선 수행의 전통이 광범위하게 남아 있는 곳이다. 해마다 안거 때면 2,500여 스님들이 전국의 100여 개 사찰로 100일 동안 안거에 들어간다.
이런 수행의 전통은 사찰의 구조와 생활 전반에 보이지 않는 영향을 미쳐 한국의 사찰에 머무는 것만으로도 심신의 안정과 평화를 느끼게 된다. 대한불교조계종에서는 2002년 한일 월드컵을 문화월드컵으로 승화시키기 위해 내외국인에게 산문을 개방하고 산사에 머물 수 있게 했다.
그 결과 한일 월드컵이 치러지는 2002년 5월 31일부터 6월 30일까지 30여 일 동안 1천 명의 외국인과 1만 명의 내국인이 템플스테이를 체험하게 된다. 총 11,000명에 달하는 참가자의 수도 성과였지만, 이 기간 동안 CNN, 뉴욕타임즈, BBC, NHK 등 전 세계 언론에서 템플스테이를 집중 보도하면서 한국불교와 템플스테이가 널리 알려지는 계기가 되었다.
한일 월드컵이 끝난 후 대한불교조계종은 템플스테이를 상설화할 것을 발표하는(2002. 7. 2)한편, 한국불교문화사업단을 발족해서(2002. 7. 16) 지속적인 템플스테이 운영을 표방했다. 정부에서도 상설화에 따른 예산 지원을 약속하면서 첫해 31곳이었던 운영사찰은 현재 110곳으로 늘어났다.
템플스테이는 현재 한국을 대표하는 관광상품으로 자리잡았다. 2009년 OECD 관광보고서에서는 전 세계 가장 성공적인 5개 문화콘텐츠 가운데 하나로 템플스테이를 선정하기도 했으며, 2011년 5월 29일에 한국불교문화사업단에서 발표한 통계에 따르면 2002년 이후 10년 동안 70만 명이 템플스테이를 체험했다고 알려졌다.

## 템플스테이 프로그램

### 사찰안내
템플스테이 프로그램 가운데 하나로 대부분의 사찰에서 가장 먼저 체험하는 프로그램이다. 처음 사찰을 찾은 사람들에게 사찰의 오랜 전통과 문화 그리고 스님들만의 생활방식에 대해 설명하는 한편, 생활하는 데 불편함이 없도록 욕실이나 식당, 화장실 등을 안내해주는 시간이다. 혼자서는 발견할 수 없었던 사찰의 건축, 회화, 공예, 조경 등의 아름다움을 발견하기도 하고, 사찰 곳곳에 담긴 옛 이야기도 들을 수 있는 시간이다.

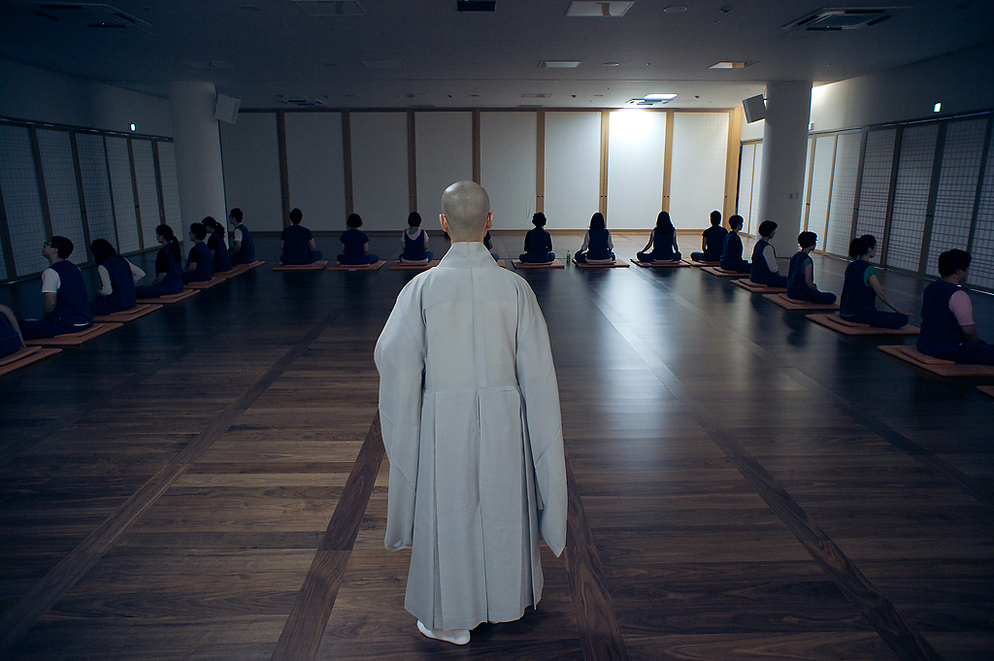
참선 모습

### 참선
참선은 명상과 비슷하지만 명상과 다르게 한 가지 의심을 들고 다른 생각이 떠오르지 않게 집중하는 수행법이다. 참선은 한국불교의 대표적인 수행법이다. 대개 50분 정도 앉아서 참선을 하고 이후 10분을 걷도록 하는데 이를 포행 혹은 경행이라 한다. 사찰이나 프로그램에 따라 간단히 1시간 이내의 체험을 하는 곳에서부터 숙련자를 위한 전문 참선 프로그램을 운영하는 곳까지 다양하게 마련되어 있다.

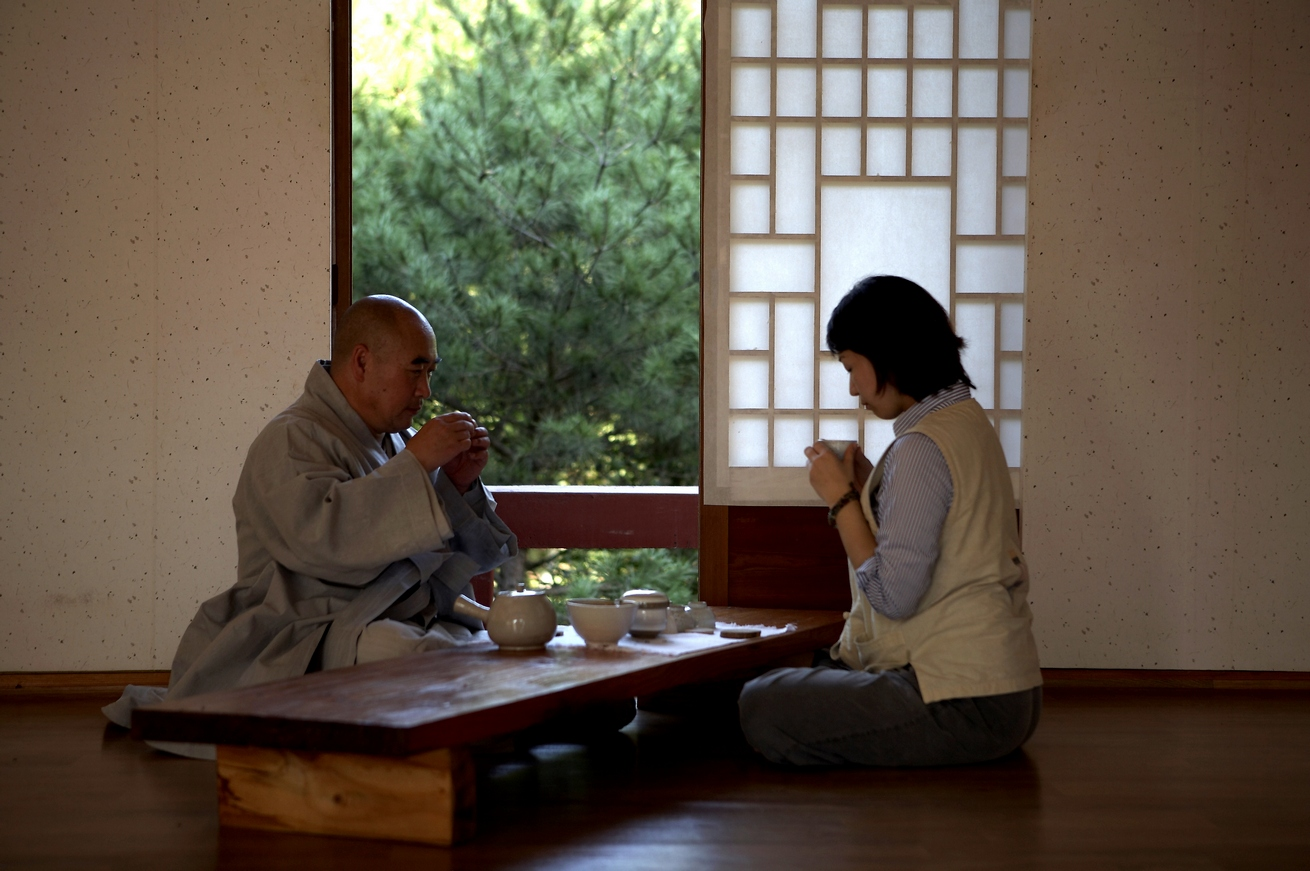
스님과의 차담

### 스님과의 차담
스님들에게는 모든 일상이 수행의 연속인데, 차를 마시는 일도 중요한 일과요 수행으로 여긴다. 차를 마시면서 상대에 대해 알고 다른 사람의 이야기를 들을 수 있기 때문이다. 템플스테이 참가자들은 이 시간에 사찰이나 스님에 대해 궁금한 점을 묻기도 하고 자신의 삶의 고민에 대해 상담도 할 수 있다.

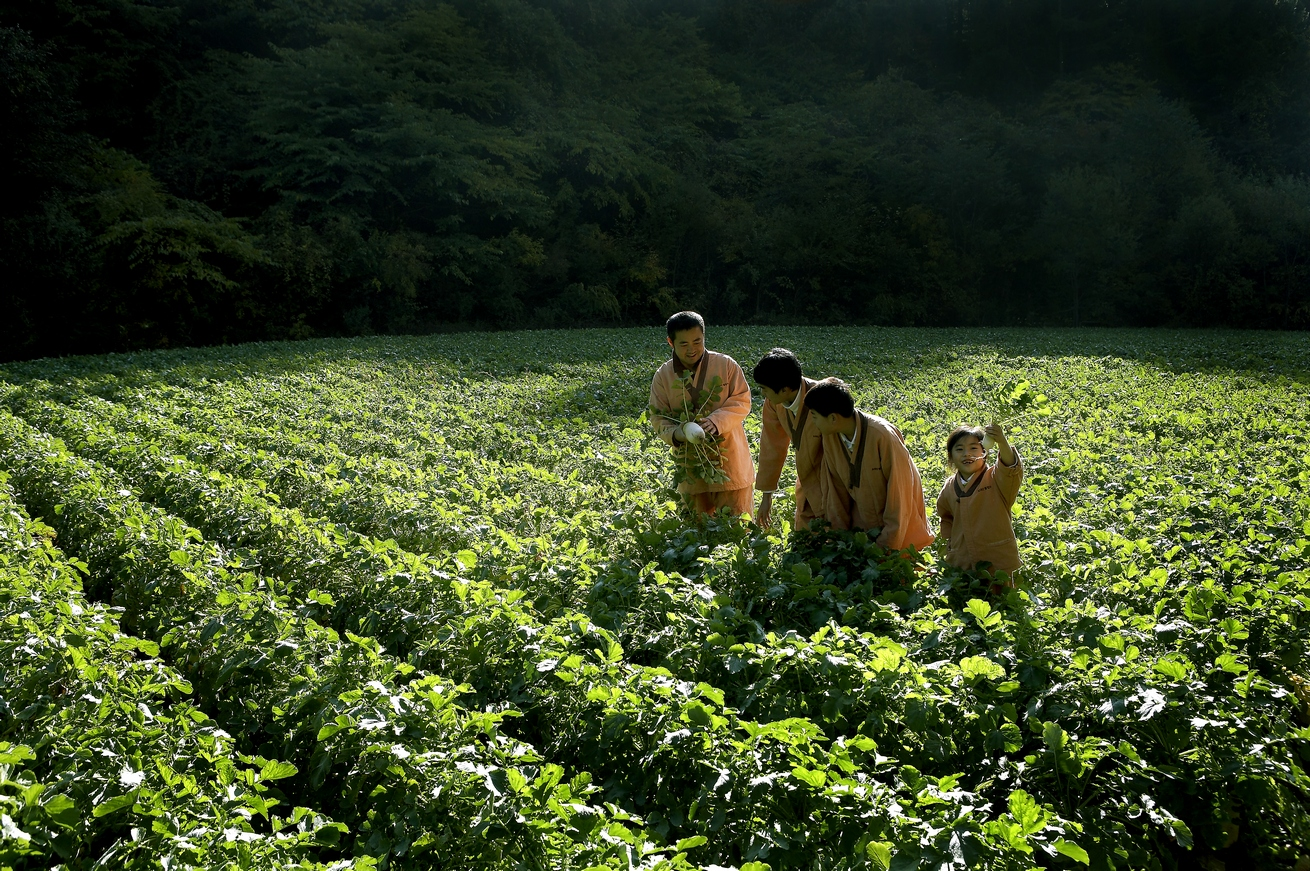
월정사 템플스테이 모습

### 발우공양
불교에서는 밥 먹는 것을 ‘공양한다’고 표현한다. 공양이란 ‘받들고 베푸는’ 일로서 내 입으로 밥 한 술, 반찬 한 입이 들어오기까지 얼마나 많은 인연과 수고가 쌓였는지 가슴 깊이 새기는 일이 바로 공양이다. 발우공양을 할 때는 공양게를 외우고, 발우에 담긴 음식을 한 톨도 남기지 않고 다 먹는다. 나 아닌 다른 존재를 먹는 것에 대한 경건함과 연기법을 깨닫게 하는 중요한 수행 가운데 하나가 바로 바로공양이다.

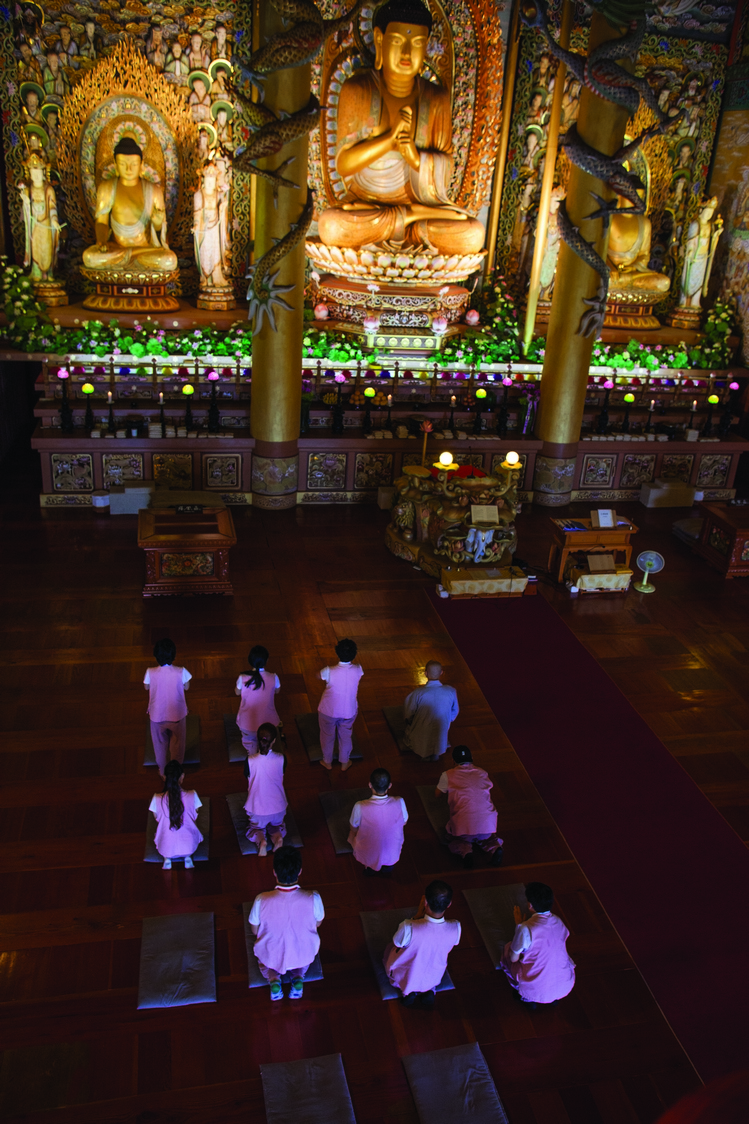
예불 드리는 모습

### 예불
예불은 한국 사찰의 일과 가운데 가장 중요한 의식이다. 새벽과 오전 11시경 그리고 저녁, 하루 세 차례 법당에 모여 부처님께 예를 올리는 일이 예불이다. 사찰에서는 예불로 하루를 열고 예불로 하루를 마무리한다. 사찰에 머물고 있는 대중이 모두 참석하며 불전사물인 범종과, 법고와 목어와 운판을 차례로 치면서 주변의 중생들에게 법음을 들려준다. 여러 불보살님들과 역대 조사스님들께 귀의하겠다는 다짐, 그리고 반야심경과 발원문 낭독 순으로 진행된다.

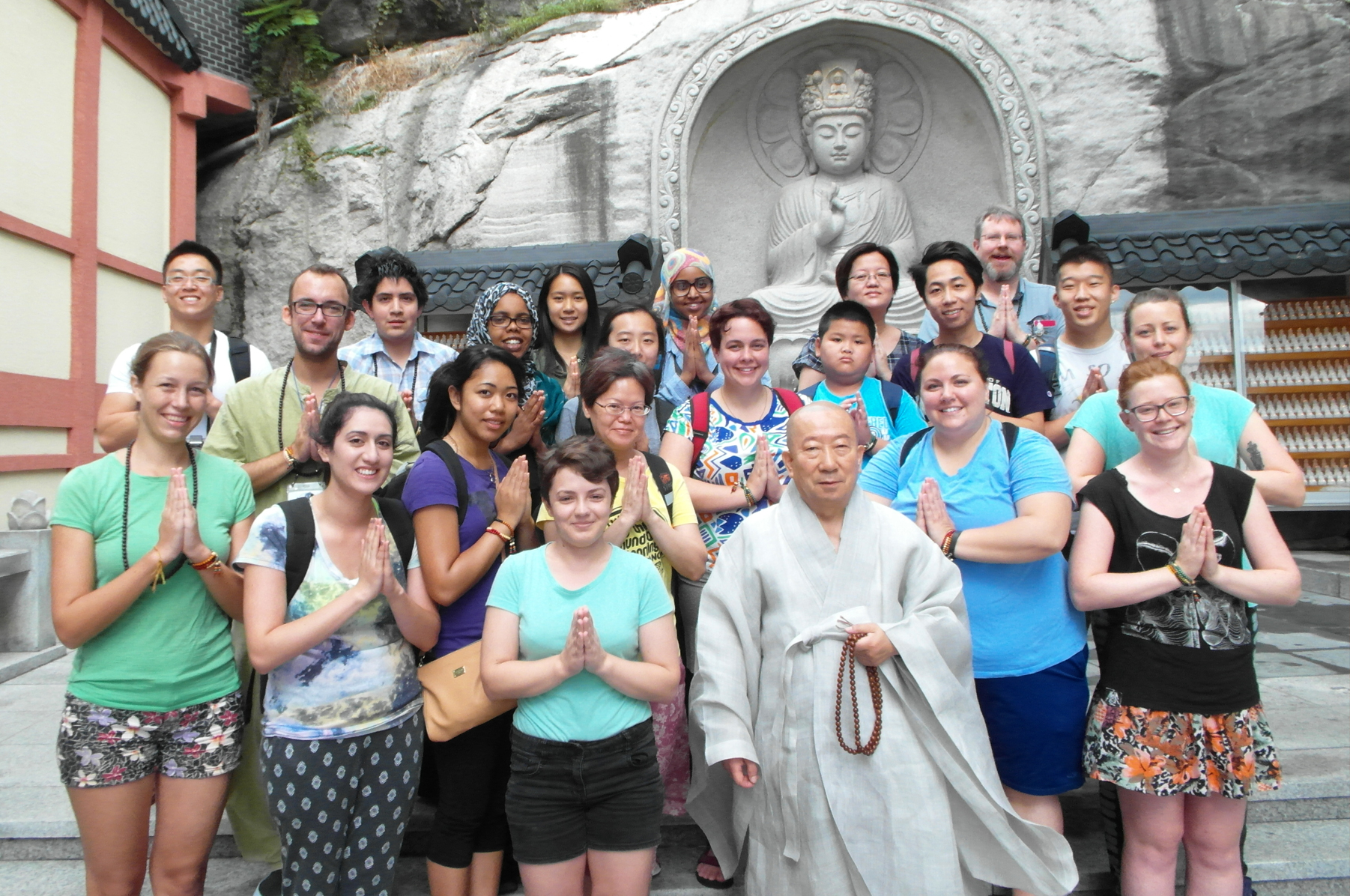
묘각사 템플스테이 참가자들

### 108배
중요한 수행 방법 가운데 하나가 절이다. 3배, 108배, 1,080배, 3,000배 등 수에 따라 절의 종류가 나뉘지만 모든 절은 나를 이루고 있던 탐욕과 집착을 내려놓는 행위이다. 그 중에서도 108배는 참회를 의미하는데, 지금껏 가지고 있던 무명과 탐착을 있는 그대로 드러내고, 그로 인해 생겨난 108 가지의 번뇌를 참회하면서 소멸시키는 과정이다.

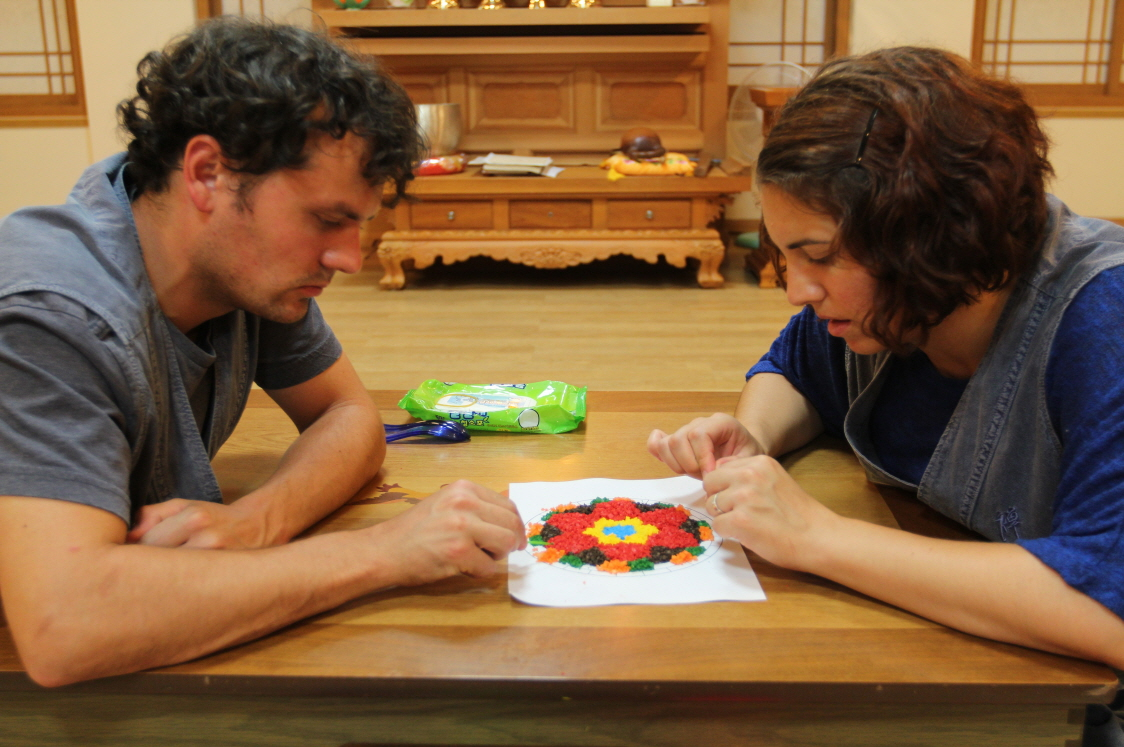
연꽃만들기 프로그램

### 연꽃 만들기
불교에서 연꽃은 개개인마다의 본래 성품인 불성을 상징한다. 연꽃이 진흙 속에서 피어나도 더러움에 물들지 않는 것처럼 무명에 싸인 중생이라도 깨달음을 얻으면 본래 부처의 성품을 드러낸다고 생각하기 때문이다. 한국불교에서는 해마다 음력 4월 8일, 부처님 오신 날을 맞아 성대하게 연등축제를 개최한다. 이때 신도들은 부처님의 가르침을 상징하는 연등을 정성껏 만들어 나와서 밤늦도록 연등놀이를 한다. 얇은 종이를 한 잎 한 잎 접어서 풀로 붙여 만드는 과정 자체가 깨달음을 이루고자 하는 간절한 정성을 모으는 시간이다.

## 사진

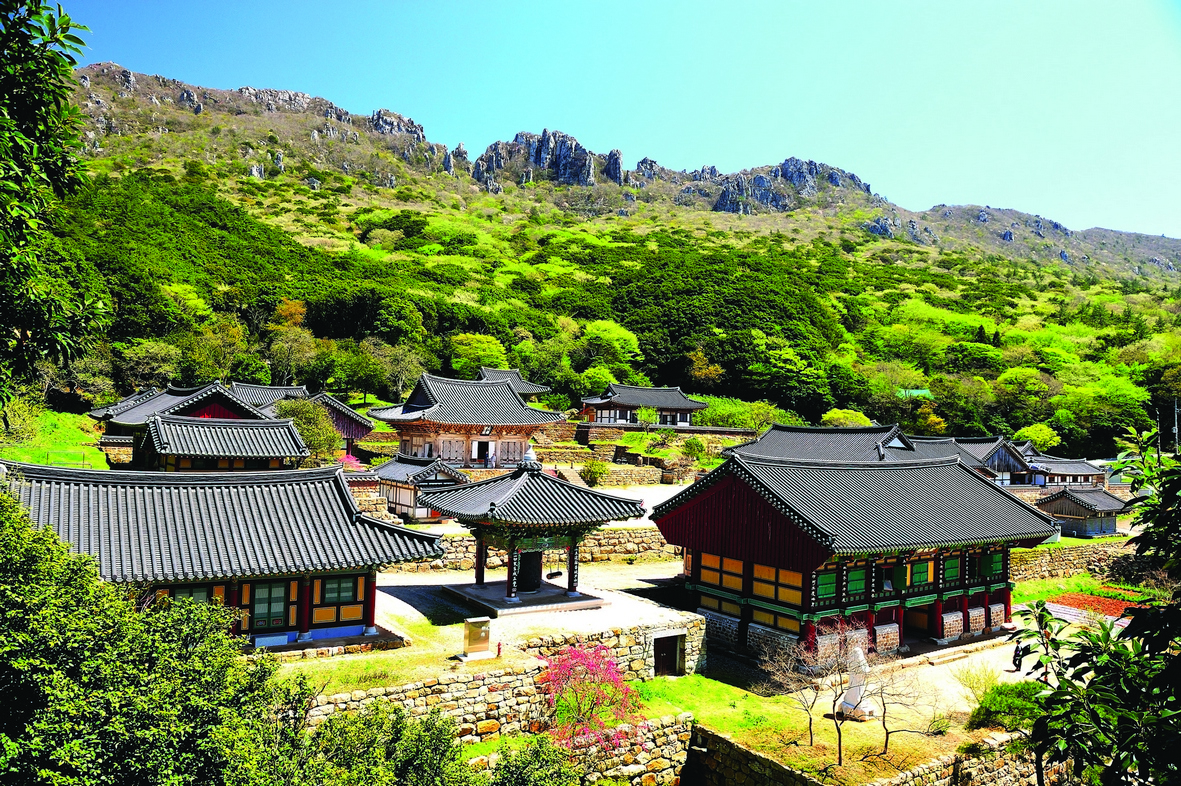
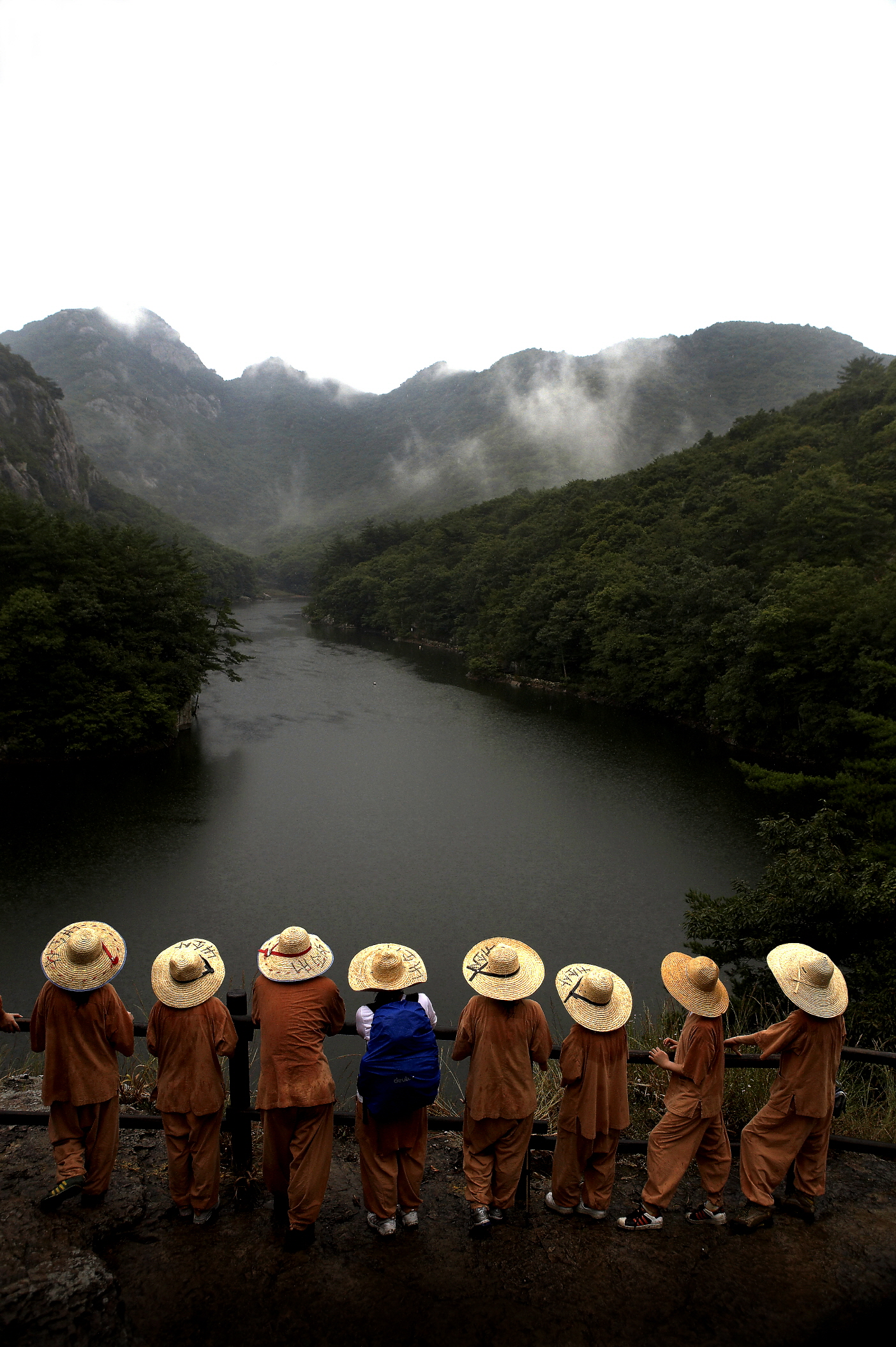
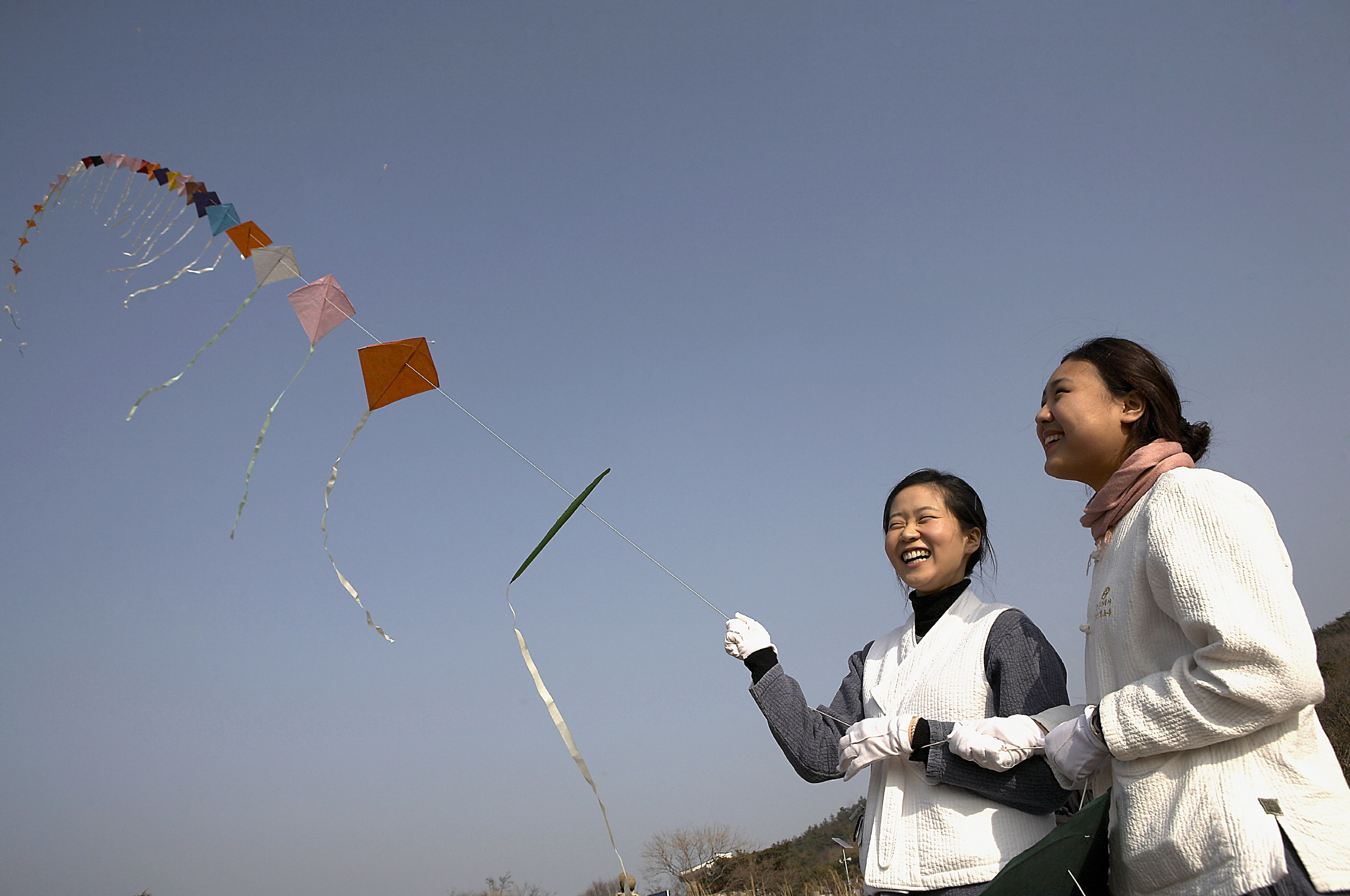
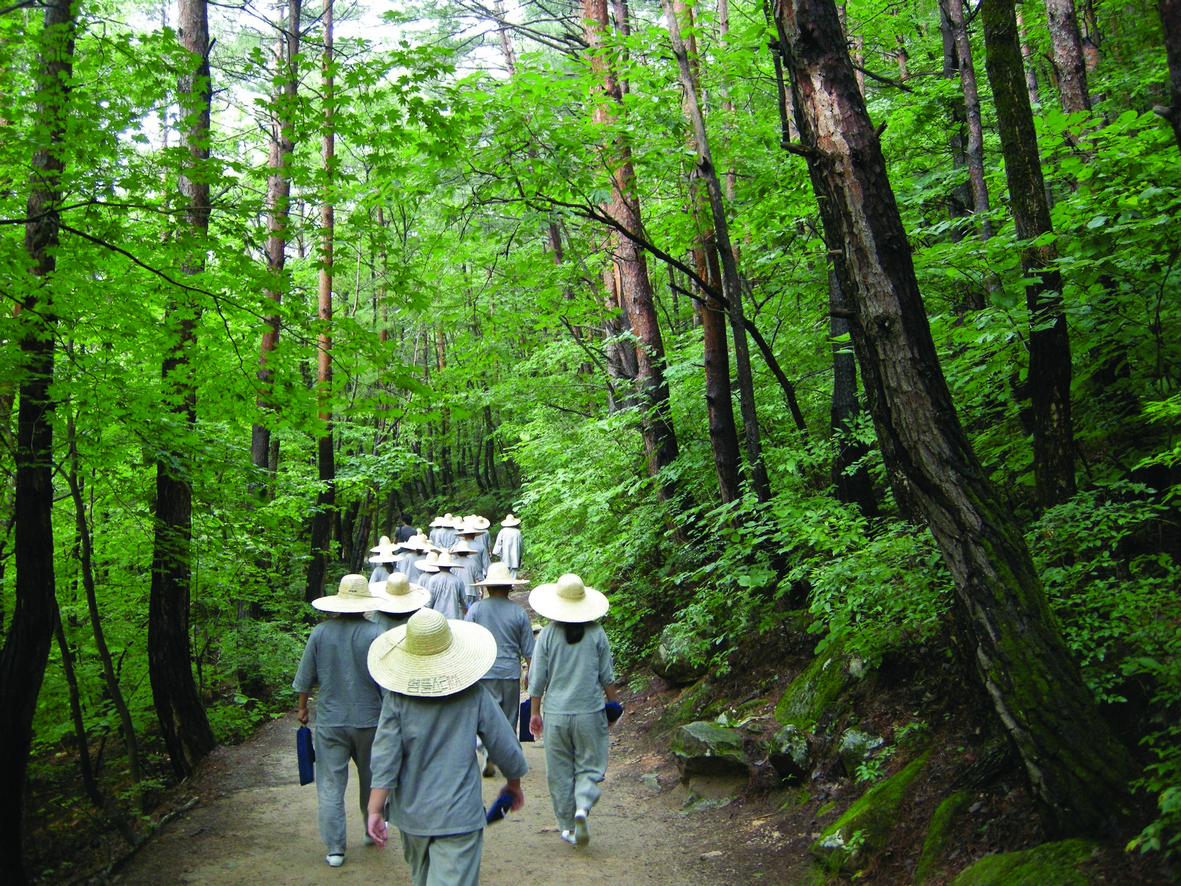
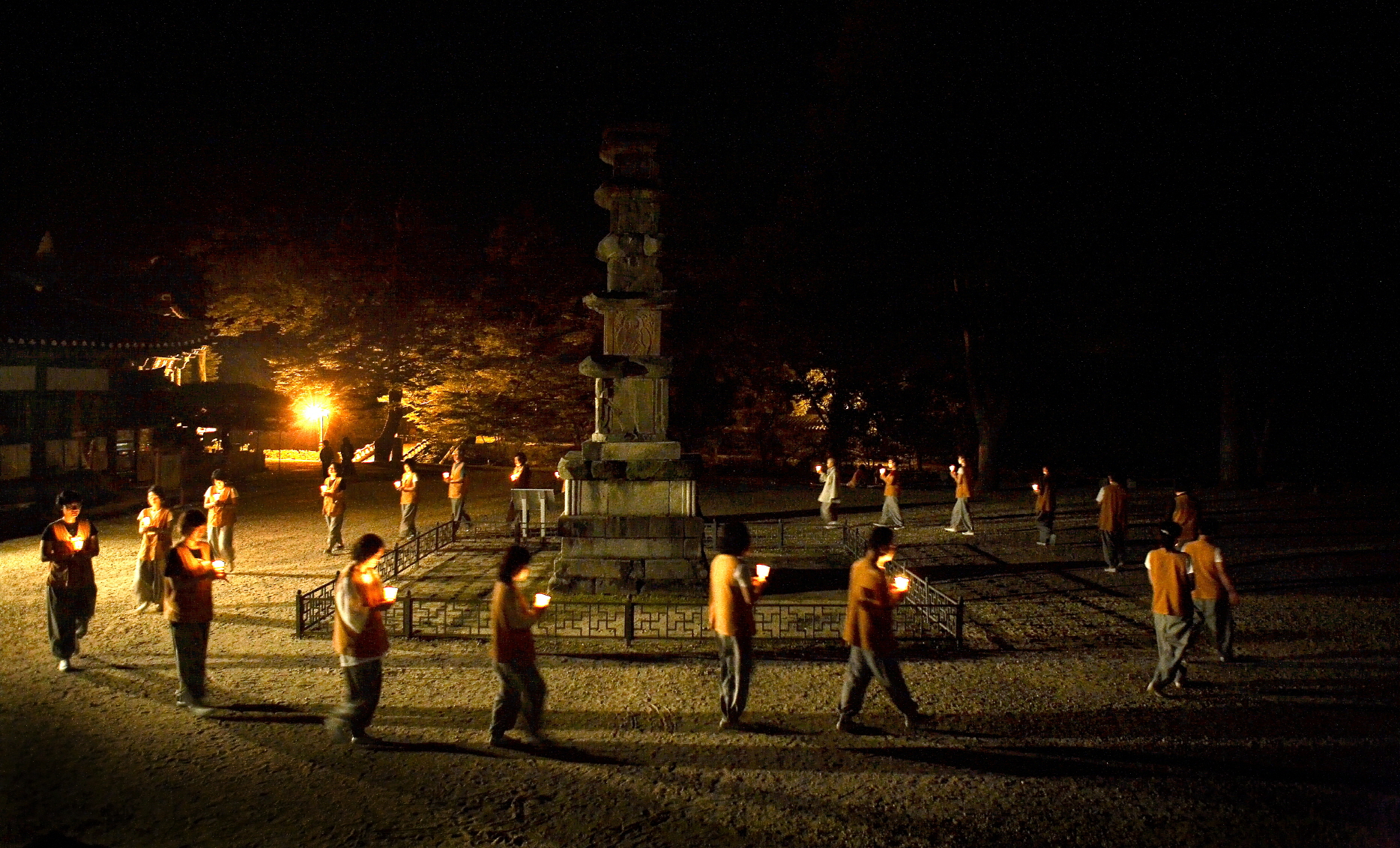
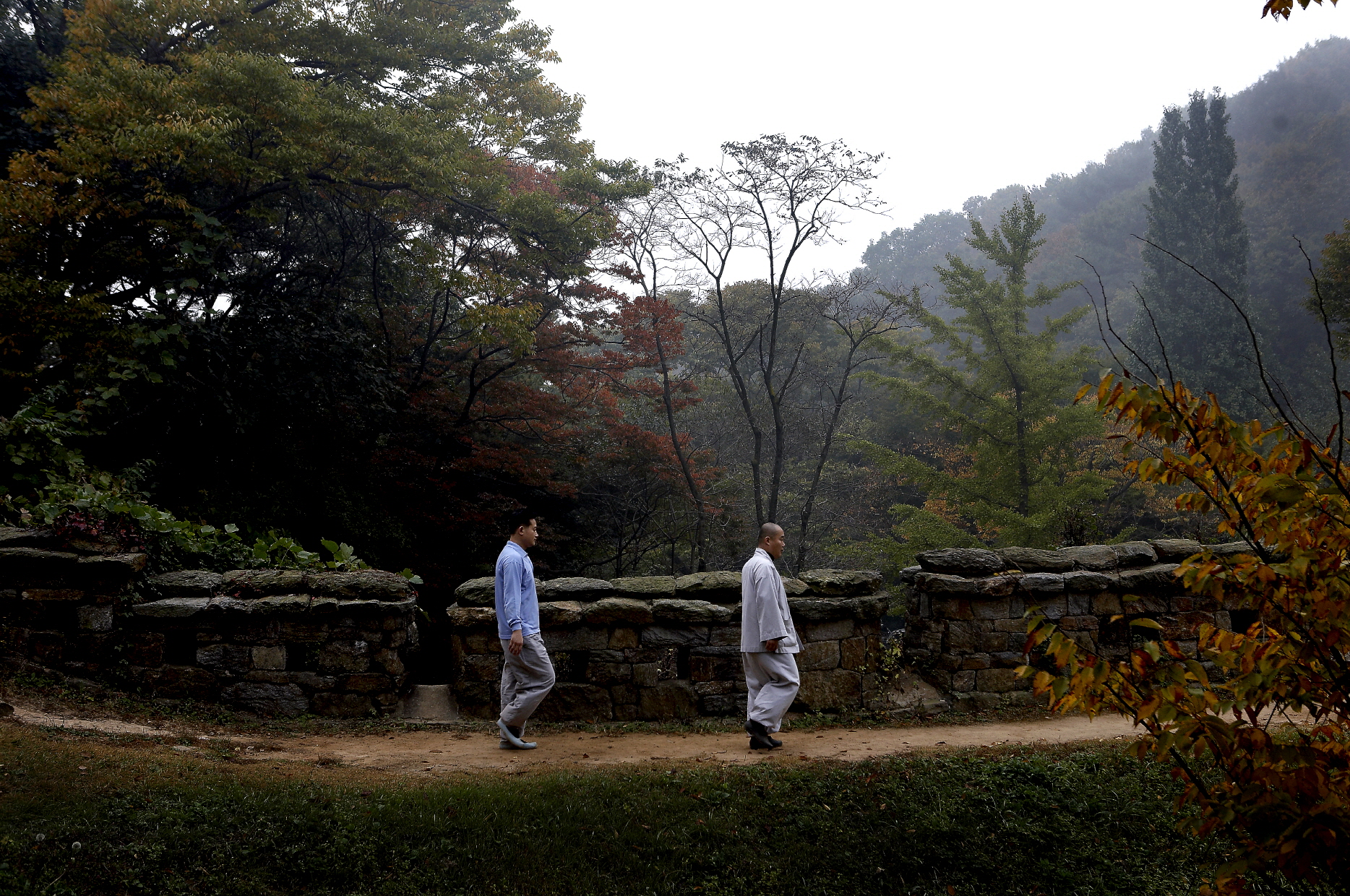
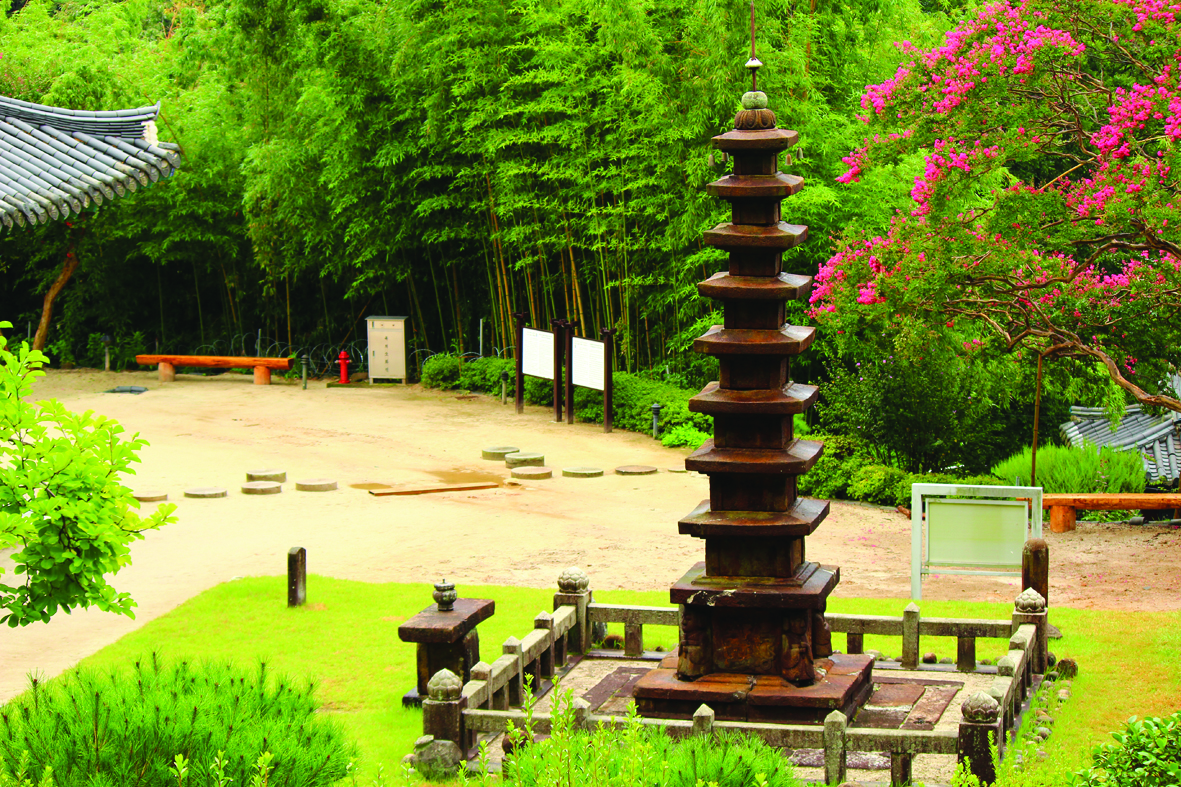

## 템플스테이 운영 사찰
| 구분          | 구분           | 구분                                              |
| ------------- | -------------- | ------------------------------------------------- |
| 아생여당 사찰 | 백담사         | 강원특별자치도 인제군 북면 백담로 746             |
| 일반 사찰     | 갑사           | 충청남도 공주시 계룡면 갑사로 567-3               |
| 일반 사찰     | 개암사         | 전북특별자치도 부안군 상서면 개암로 248           |
| 일반 사찰     | 건봉사         | 강원특별자치도 고성군 거진읍 건봉사로 723         |
| 일반 사찰     | 고운사         | 경상북도 의성군 단촌면 고운사길 415               |
| 일반 사찰     | 관문사         | 서울특별시 서초구 바우뫼로7길 111(우면동)         |
| 일반 사찰     | 관음사(제주)   | 제주특별자치도 제주시 산록북로 660(아라일동)      |
| 일반 사찰     | 관음정사       | 경상남도 김해시 진례면 평지길 299                 |
| 일반 사찰     | 광명사         | 제주특별자치도 서귀포시 중문상로17번길 51(중문동) |
| 일반 사찰     | 구룡사         | 강원특별자치도 원주시 소초면 구룡사로 500         |
| 일반 사찰     | 구인사         | 충청북도 단양군 영춘면 구인사길 73                |
| 일반 사찰     | 금강정사       | 경기도 광명시 설월로 58(소하동)                   |
| 일반 사찰     | 금용사         | 제주특별자치도 제주시 구좌읍 김녕로 148-11        |
| 일반 사찰     | 기림사         | 경상북도 경주시 양북면 기림로 437-17              |
| 일반 사찰     | 길상사         | 서울특별시 성북구 선잠로5길 68(성북동)            |
| 일반 사찰     | 내원정사       | 부산광역시 서구 엄광산로40번길 80(서대신동3가)    |
| 일반 사찰     | 대광사(성남)   | 경기도 성남시 분당구 구미로185번길 30(구미동)     |
| 일반 사찰     | 대광사(창원)   | 경상남도 창원시 진해구 진해대로 303(태백동)       |
| 일반 사찰     | 대승사         | 경상북도 문경시 산북면 대승사길 283               |
| 일반 사찰     | 대원사(가평)   | 경기도 가평군 북면 백둔로 21-162                  |
| 일반 사찰     | 대원사(보성)   | 전라남도 보성군 문덕면 죽산길 506-8               |
| 일반 사찰     | 대흥사         | 전라남도 해남군 삼산면 대흥사길 400               |
| 일반 사찰     | 도리사         | 경상북도 구미시 해평면 도리사로 526               |
| 일반 사찰     | 명주사         | 강원특별자치도 원주시 신림면 물안길 62            |
| 일반 사찰     | 묘적사         | 경기도 남양주시 와부읍 수레로661번길 174          |
| 일반 사찰     | 무각사         | 광주광역시 서구 운천로 230(쌍촌동)                |
| 일반 사찰     | 무량사         | 충청남도 부여군 외산면 무량로 203                 |
| 일반 사찰     | 문수암         | 경상남도 산청군 시천면 마근담길 173-17            |
| 일반 사찰     | 백련사(가평)   | 경기도 가평군 상면 샘골길 159-50                  |
| 일반 사찰     | 백련사(강진)   | 전라남도 강진군 도암면 백련사길 145               |
| 일반 사찰     | 백양사         | 전라남도 장성군 북하면 백양로 1239                |
| 일반 사찰     | 백제사         | 제주특별자치도 제주시 애월읍 광령남6길 54(광령리) |
| 일반 사찰     | 법륜사         | 경기도 용인시 처인구 원삼면 농촌파크로 126        |
| 일반 사찰     | 보경사         | 경상북도 포항시 북구 송라면 보경로 523            |
| 일반 사찰     | 보현사         | 강원특별자치도 강릉시 성산면 보현길 396           |
| 일반 사찰     | 봉녕사         | 경기도 수원시 팔달구 창룡대로 236-54 (우만동)     |
| 일반 사찰     | 봉선사         | 경기도 남양주시 진접읍 봉선사길 32                |
| 일반 사찰     | 봉인사         | 경기도 남양주시 진건읍 사릉로156번길 295          |
| 일반 사찰     | 봉정사         | 경상북도 안동시 서후면 봉정사길 222               |
| 일반 사찰     | 부석사         | 충청남도 서산시 부석면 부석사길 243               |
| 일반 사찰     | 불갑사         | 전라남도 영광군 불갑면 불갑사로 450               |
| 일반 사찰     | 불국사         | 경상북도 경주시 불국로 385(진현동)                |
| 일반 사찰     | 삼운사         | 강원특별자치도 춘천시 후석로441번길 12(후평동)    |
| 일반 사찰     | 서광사         | 충청남도 서산시 부춘산1로 44(읍내동)              |
| 일반 사찰     | 석종사         | 충청북도 충주시 직동길 271-56(직동)               |
| 일반 사찰     | 선석사         | 경상북도 성주군 월항면 세종대왕자태실로 616-33    |
| 일반 사찰     | 선암사         | 전라남도 순천시 승주읍 선암사길 450               |
| 일반 사찰     | 성주사         | 경상남도 창원시 성산구 곰절길 191(천선동)         |
| 일반 사찰     | 송광사(순천)   | 전라남도 순천시 송광면 송광사안길 100             |
| 일반 사찰     | 송광사(완주)   | 전북특별자치도 완주군 소양면 송광수만로 255-16    |
| 일반 사찰     | 수진사         | 경기도 남양주시 천마산로 115-13(호평동)           |
| 일반 사찰     | 숭림사         | 전북특별자치도 익산시 웅포면 백제로 495-57        |
| 일반 사찰     | 신륵사         | 경기도 여주시 신륵사길 73                         |
| 일반 사찰     | 신흥사(속초)   | 강원특별자치도 속초시 설악산로 1137(설악동)       |
| 일반 사찰     | 신흥사(완도)   | 전라남도 완도군 완도읍 청해진남로 101-1           |
| 일반 사찰     | 신흥사(화성)   | 경기도 화성시 서신면 신흥사길 17-34               |
| 일반 사찰     | 실상사         | 전북특별자치도 남원시 산내면 입석길 94-129        |
| 일반 사찰     | 심원사(철원)   | 강원특별자치도 철원군 동송읍 상노1길 58           |
| 일반 사찰     | 쌍계사(진도)   | 전라남도 진도군 의신면 운림산방로 299-30          |
| 일반 사찰     | 쌍계사(하동)   | 경상남도 하동군 화개면 쌍계사길 59                |
| 일반 사찰     | 쌍봉사         | 전라남도 화순군 이양면 쌍산의로 459               |
| 일반 사찰     | 안국사         | 전라북도 무주군 적상면 산성로 1050                |
| 일반 사찰     | 연곡사         | 전라남도 구례군 토지면 피아골로 774               |
| 일반 사찰     | 연등국제선원   | 인천광역시 강화군 길상면 강화동로 349-60          |
| 일반 사찰     | 연주암         | 경기도 과천시 자하동길 63(중앙동)                 |
| 일반 사찰     | 영국사         | 충청북도 영동군 양산면 영국동길 225-35            |
| 일반 사찰     | 영랑사         | 충청남도 당진시 고대면 진관로 142-52              |
| 일반 사찰     | 영평사         | 세종특별자치시 장군면 영평사길 124                |
| 일반 사찰     | 오어사         | 경상북도 포항시 남구 오천읍 오어로 1              |
| 일반 사찰     | 옥천사         | 경상남도 고성군 개천면 연화산1로 471-9            |
| 일반 사찰     | 용문사(남해)   | 경상남도 남해군 이동면 용문사길 166-11            |
| 일반 사찰     | 용문사(예천)   | 경상북도 예천군 용문면 용문사길 285-30            |
| 일반 사찰     | 용연사         | 강원특별자치도 강릉시 사천면 중앙서로 961         |
| 일반 사찰     | 용화사(청주)   | 충북 청주시 서원구 무심서로 565(사직동)           |
| 일반 사찰     | 용화사(통영)   | 경상남도 통영시 봉수로 107-82(봉평동)             |
| 일반 사찰     | 유마사         | 전라남도 화순군 남면 유마로 603                   |
| 일반 사찰     | 육지장사       | 경기도 양주시 백석읍 기산로471번길 190            |
| 일반 사찰     | 은해사         | 경상북도 영천시 청통면 청통로 951                 |
| 일반 사찰     | 자비선사       | 경상북도 성주군 수륜면 계정길 208                 |
| 일반 사찰     | 장육사         | 경상북도 영덕군 창수면 장육사1길 172              |
| 일반 사찰     | 조계사         | 서울특별시 종로구 우정국로 55(견지동)             |
| 일반 사찰     | 중흥사         | 경기도 고양시 덕양구 대서문길 393(북한동)         |
| 일반 사찰     | 증심사         | 광주광역시 동구 증심사길 177(운림동)              |
| 일반 사찰     | 지장정사       | 충청남도 논산시 노성면 화곡안길 103               |
| 일반 사찰     | 진관사         | 서울특별시 은평구 진관길 73(진관동)               |
| 일반 사찰     | 천은사         | 전라남도 구례군 광의면 노고단로 209               |
| 일반 사찰     | 축서사         | 경상북도 봉화군 물야면 월계길 739                 |
| 일반 사찰     | 통도사         | 경상남도 양산시 하북면 통도사로 108               |
| 일반 사찰     | 파계사         | 대구광역시 동구 파계로 741(중대동)                |
| 일반 사찰     | 한국문화연수원 | 충청남도 공주시 사곡면 마곡사로 1065              |
| 일반 사찰     | 현덕사         | 강원특별자치도 강릉시 연곡면 싸리골길 170         |
| 일반 사찰     | 홍법사         | 부산광역시 금정구 두구로33번길 202(두구동)        |
| 일반 사찰     | 화계사         | 서울특별시 강북구 화계사길 117(수유동)            |
| 일반 사찰     | 화암사         | 강원특별자치도 고성군 토성면 화암사길 100         |
| 일반 사찰     | 화운사         | 경기도 용인시 처인구 동백죽전대로 111-14(삼가동)  |
| 일반 사찰     | 회암사         | 경기도 양주시 회암사길 281(회암동)                |
| 일반 사찰     | 흥국사(고양)   | 경기도 고양시 덕양구 흥국사길 82(지축동)          |
| 일반 사찰     | 흥국사(여수)   | 전라남도 여수시 흥국사길 160(중흥동)              |